# 邕江

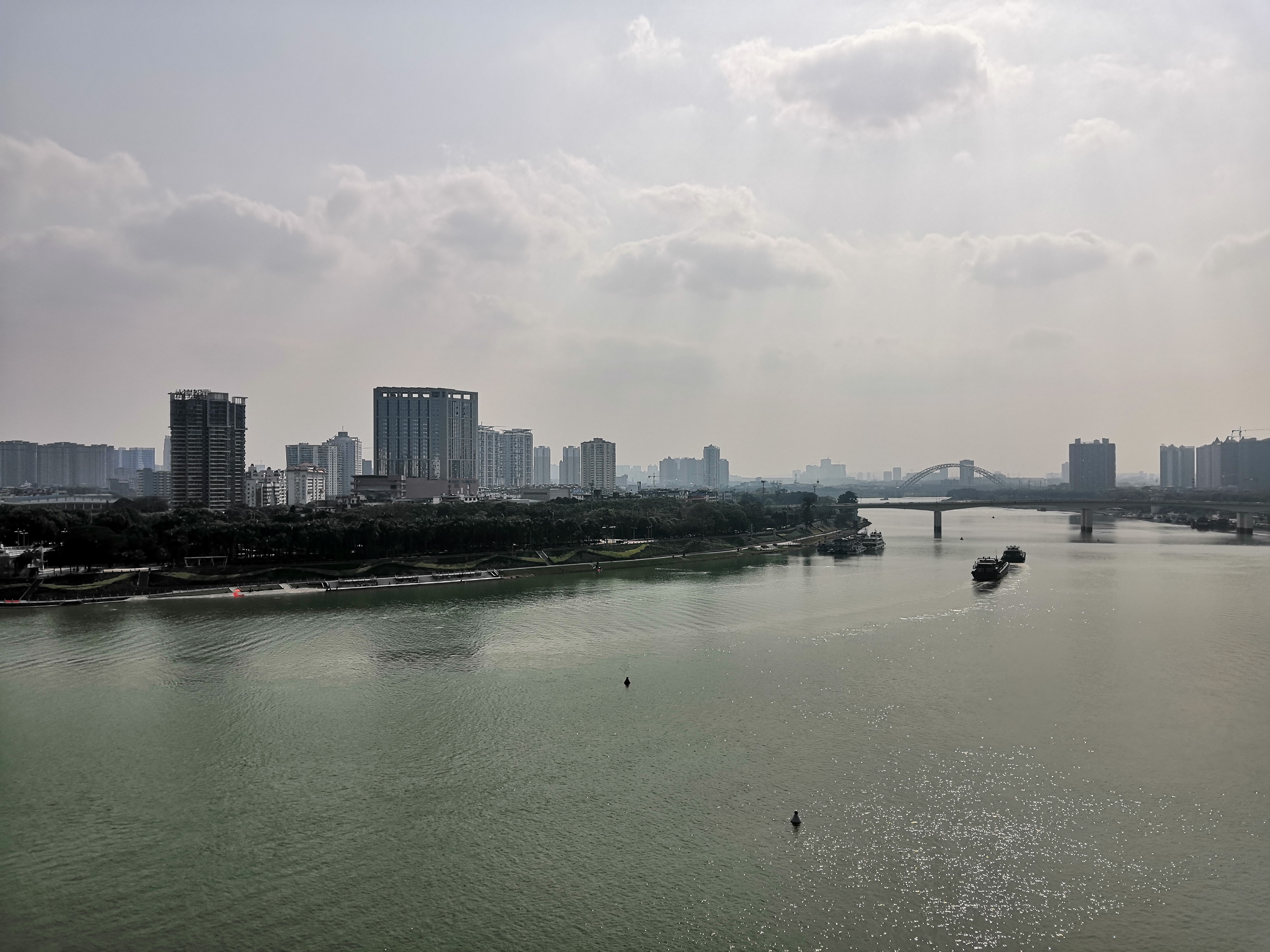
畅游阁俯瞰邕江

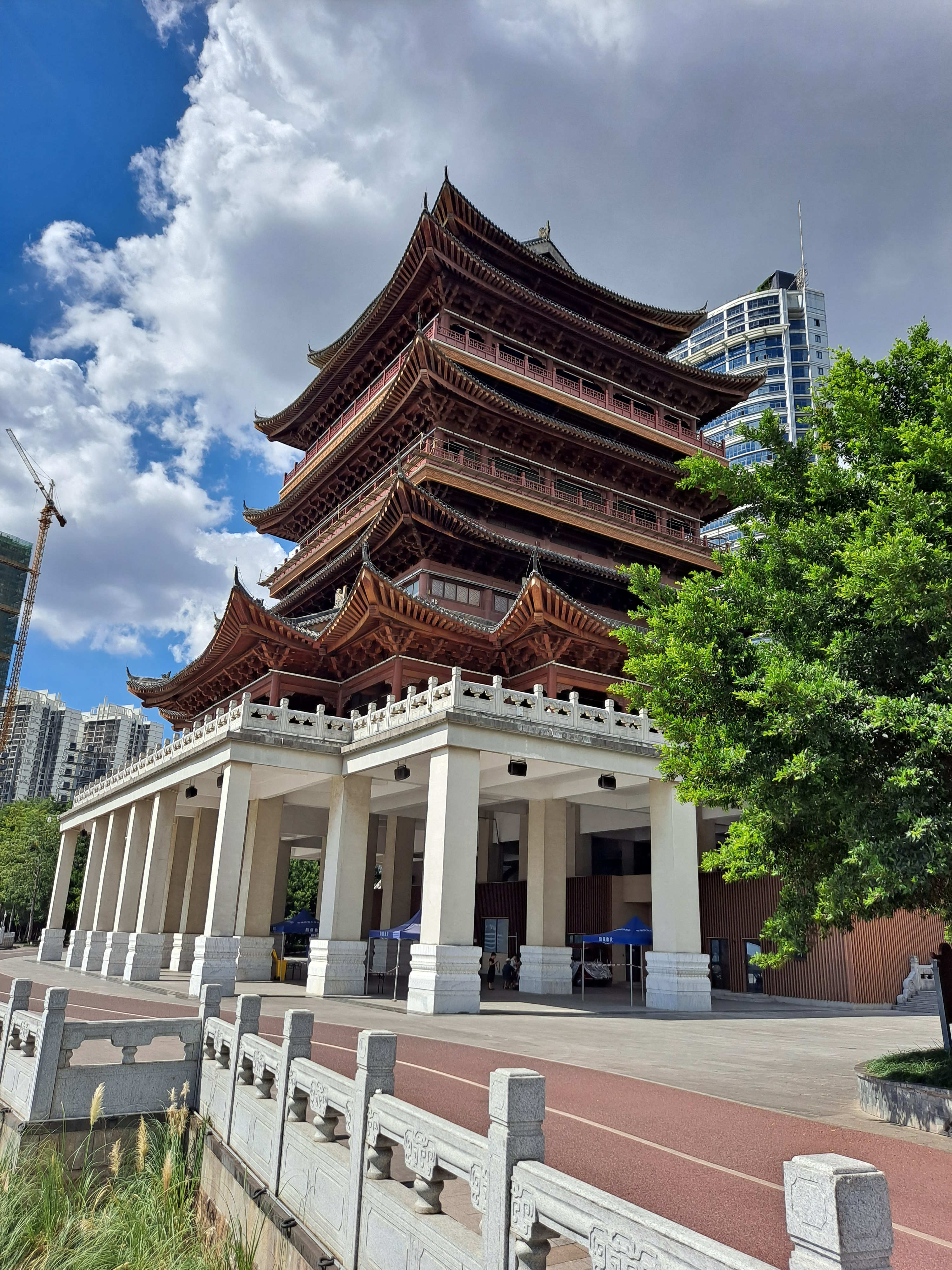
畅游阁

邕江，位于中国广西南部，是珠江流域最大支流西江的最大支流郁江的一部分，即郁江流经广西首府南宁市市区的部分。邕江全长约为133.8千米，流域面积73728平方千米，含沙量较低，水流平缓，水位最高月份为8月前后，最低月份在3月前后。由於流經南寧市區并且水量充沛，邕江成为了南宁的首要供水源，同时其水文条件亦有利於航运，使得南宁与外界的经济、文化等的交流更加便捷与频繁。故此，邕江又拥有南宁母亲河的美誉。南宁传统的商业区朝阳商业圈即位于在邕江河畔。

## 名称
左江和右江在江西镇同江村汇合后始称邕江，流入横州市后开始称为郁江。也有认为邕江是郁江在南宁市河段的别称。